# Čin Dživej
Čin Dživej (poenostavljena kitajščina: 秦基伟; tradicionalna kitajščina: 秦基偉; pinjin: Qín Jīwěi), kitajski general, * 16. november 1914, Hongan, Hubej, Kitajska, † 2. februar 1997, Peking, Ljudska republika Kitajska.
Čin Dživej je bil minister za obrambo Ljudske republike Kitajske (1988-93).
Bil je tudi član 10., 11., 12. in 13. centralnega komiteja Komunistične partije Kitajske.